# Aelurillus reconditus
Aelurillus reconditus là một loài nhện trong họ Salticidae.
Loài này thuộc chi Aelurillus. Aelurillus reconditus được Wanda Wesołowska & Antonius van Harten miêu tả năm 1994.